# Liste des épisodes de Soy Luna
 (juillet 2016).
Si vous disposez d'ouvrages ou d'articles de référence ou si vous connaissez des sites web de qualité traitant du thème abordé ici, merci de compléter l'article en donnant les références utiles à sa vérifiabilité et en les liant à la section « Notes et références ».
Cet article présente la liste des épisodes de la série télévisée argentine Soy Luna.

## Panorama des saisons
| Saisons           | Saisons | Épisodes | Épisodes | Amérique latine | Amérique latine   | France / Suisse   | France / Suisse   | Belgique          | Belgique         |
| Saisons           | Saisons | Épisodes | Épisodes | Début           | Fin               | Début             | Fin               | Début             | Fin              |
| ----------------- | ------- | -------- | -------- | --------------- | ----------------- | ----------------- | ----------------- | ----------------- | ---------------- |
|                   | 1       | 80       | 40       | 14 mars 2016    | 6 mai 2016        | 18 avril 2016     | 10 juin 2016      | 29 août 2016      | 16 décembre 2016 |
|                   | 1       | 80       | 40       | 4 juillet 2016  | 26 août 2016      | 29 août 2016      | 23 septembre 2016 | 29 août 2016      | 16 décembre 2016 |
| 2 janvier 2017    | 1       | 80       | 40       | 4 juillet 2016  | 26 août 2016      | 2 février 2017    |                   | 29 août 2016      | 16 décembre 2016 |
|                   | 2       | 80       | 40       | 17 avril 2017   | 9 juin 2017       | 24 avril 2017     | 15 juin 2017      | 4 septembre 2017  | 22 décembre 2017 |
| 18 septembre 2017 | 2       | 80       | 40       | 17 avril 2017   | 9 juin 2017       | 28 septembre 2017 |                   | 4 septembre 2017  | 22 décembre 2017 |
|                   | 2       | 80       | 40       | 7 août 2017     | 29 septembre 2017 | 2 octobre 2017    | 21 décembre 2017  | 4 septembre 2017  | 22 décembre 2017 |
|                   | 3       | 60       | 30       | 16 avril 2018   | 25 mai 2018       | 23 avril 2018     | 12 juin 2018      | 28 mai 2018       | 29 juin 2018     |
|                   | 3       | 60       | 30       | 9 juillet 2018  | 17 août 2018      | 3 septembre 2018  | 12 octobre 2018   | 10 septembre 2018 | 19 octobre 2018  |

### Première saison (1repartie:Soy Libre, Soy Yo, Soy Luna) (2016)
1. (Un sueño, sobre ruedas)
2. (Una nueva historia, sobre ruedas)
3. (Nuevas aventuras, sobre ruedas)
4. (Un secreto, sobre ruedas)
5. (Un amor, sobre ruedas)
6. (Una oportunidad, sobre ruedas)
7. (Una verdad al descubierto, sobre ruedas)
8. (Una decisión, sobre ruedas)
9. (Un descubrimiento, sobre ruedas)
10. (Una rival, sobre ruedas)
11. (Una competencia, sobre ruedas)
12. (Un misterio, sobre ruedas)
13. (Un celoso, sobre ruedas)
14. (Un "casi" beso, sobre ruedas)
15. (Una duda, sobre ruedas)
16. (Una mala nota, sobre ruedas)
17. (Un intercambio de pruebas, sobre ruedas)
18. (Una canción con Matteo, sobre ruedas)
19. (Un casi beso con... ¿Simón?, sobre ruedas)
20. (Un descubrimiento de Luna, sobre ruedas)
21. (Una medallita, un secreto, sobre ruedas)
22. (Un amor no correspondido, sobre ruedas)
23. (Un amor por RollerTrack, sobre ruedas)
24. (Una decisión ¿la competencia ó Simón?, sobre ruedas)
25. (Una FelicityForNow mentirosa, sobre ruedas)
26. (Canciones y confusiones en el Open Music, sobre ruedas)
27. (Un nuevo hogar para Simón, sobre ruedas)
28. (¿No se dio cuenta de qué te amo?, sobre ruedas)
29. (Una confusión de sentimientos, sobre ruedas)
30. (Segunda fase de la competencia, sobre ruedas)
31. (Y la competencia continúa..., sobre ruedas)
32. (Un celoso por Romeo y Julieta, sobre ruedas)
33. (Una documentación perdida, sobre ruedas)
34. (Un viaje, sobre ruedas)
35. (¡La pista de mi sueño con Matteo!, sobre ruedas)
36. (Una confusión de parejas, sobre ruedas)
37. (El final de una relación, sobre ruedas)
38. (¿Qué sientes por mi?, sobre ruedas)
39. (Un doble cambio en la final, sobre ruedas)
40. (Un beso, sobre ruedas)

### Première saison (2epartie:Música en Ti)
1. (Sentimientos, sobre ruedas)
2. (Una decisión muy apresurada, sobre ruedas)
3. (Un secreto que guardar, sobre ruedas)
4. (Una sorpresa, sobre ruedas)
5. (Un Open Music random, sobre ruedas)
6. (¿Un amor o una amistad?, sobre ruedas)
7. (Un mal entendido, sobre ruedas)
8. (Un despido, sobre ruedas)
9. (Celos por Simón, sobre ruedas)
10. (Encuentros, sobre ruedas)
11. (¡Se besaban!, sobre ruedas)
12. (Nuevos amores, sobre ruedas)
13. (Un pendrive pérdido, sobre ruedas)
14. (Un plan, sobre ruedas)
15. (Lo que siento, sobre ruedas)
16. (Matteo ó Simón?, sobre ruedas)
17. (Una verdad casí revelada, sobre ruedas)
18. (Una mentira, sobre ruedas)
19. (Un "juego" de amor, sobre ruedas)
20. (Confusión en la competencia, sobre ruedas)
21. (Un nuevo amor, sobre ruedas)
22. (Novios, sobre ruedas)
23. (Confusiones en la mansión, sobre ruedas)
24. (¿Quién es FelicityForNow?, sobre ruedas)
25. (Open Music: chicos vs chicas, sobre ruedas)
26. (Una propuesta, sobre ruedas)
27. (¿Qué siento por Matteo?, sobre ruedas)
28. (Una nueva formación del equipo, sobre ruedas)
29. (¿Un novío o un amigo?, sobre ruedas)
30. (¿Surge el amor?, sobre ruedas)
31. (Una visita especial, sobre ruedas)
32. (Un trabajo perdido, sobre ruedas)
33. (Una fiesta de cumpleaños, sobre ruedas)
34. (Miedo de enamorarse, sobre ruedas)
35. (Un Open Music de revelaciones, sobre ruedas)
36. (Yo soy FelicityForNow, sobre ruedas)
37. (Una verdad que puede cambiarlo todo, sobre ruedas)
38. (Una decisión amorosa, sobre ruedas)
39. (La final de la InterContinental, sobre ruedas : parte 1)
40. (La final de la InterContinental, sobre ruedas : parte 2)

### Deuxième saison (1repartie:la vida es un sueño) (2017)
1. (¿Un sueño o una pesadilla?, sobre ruedas)
2. (Un sol y una luna, sobre ruedas)
3. (Una actitud sospechosa, sobre ruedas)
4. (¡Atrapada por la cámara!, sobre ruedas)
5. (El primer Open Music del año, sobre ruedas)
6. (¡Luna es Sol Benson!, sobre ruedas)
7. (Una nueva competencia, sobre ruedas)
8. (Un plan contra Luna, sobre ruedas)
9. (Una cámara rota, sobre ruedas)
10. (Una fiesta de disfraces, sobre ruedas)
11. (Un incendio en la pista, sobre ruedas)
12. (Secretos del pasado, sobre ruedas)
13. (Una ilusión, sobre ruedas)
14. (Una ayuda, sobre ruedas)
15. (Un plan para el Roller, sobre ruedas)
16. (¿Ámbar es Sol Benson?, sobre ruedas)
17. (¿El Roller va a cerrar?, sobre ruedas)
18. (Las esperanzas se rompen, sobre ruedas)
19. (Una nueva esperanza, sobre ruedas)
20. (Adiós Roller, sobre ruedas)
21. (¿Descubren la verdad?, sobre ruedas)
22. (El Roller no se cerrará, sobre ruedas)
23. (Celos, sobre ruedas)
24. (Una nueva entrenadora, sobre ruedas)
25. (La grabación de la coreografía, sobre ruedas)
26. (Lágrimas y disculpas, sobre ruedas)
27. (Una disculpa, sobre ruedas)
28. (¿Un nuevo amor?, sobre ruedas)
29. (Matteo se va de los adrenaline, sobre ruedas)
30. (Mentiras, sobre ruedas)
31. (Una pelea, sobre ruedas)
32. (¿Matteo quiere volver con Luna?, sobre ruedas)
33. (Un mensaje, sobre ruedas)
34. (Quiero volver al equipo, sobre ruedas)
35. (La verdad está cerca, sobre ruedas)
36. (El regreso del equipo del Roller, sobre ruedas)
37. (Una nueva pareja, sobre ruedas)
38. (¿Quién se va?, sobre ruedas)
39. (Una declaración amorosa, sobre ruedas)
40. (Un accidente, sobre ruedas (Parte 1))

### Deuxième saison (2epartie:Siempre Juntos)
1. (Un accidente, sobre ruedas) (Parte 2)
2. (Una medallita, sobre ruedas)
3. (Más cerca de la verdad, sobre ruedas)
4. (Una carta, sobre ruedas)
5. (Un Open Music de oportunidad, sobre ruedas) (Parte 1)
6. (Un Open Music de oportunidad, sobre ruedas) (Parte 2)
7. (Las votaciones del concurso, sobre ruedas)
8. (La lucha por Simón, sobre ruedas)
9. (¿Mi novio o mi mejor amigo?, sobre ruedas)
10. (La fiesta de gala, sobre ruedas) (Parte 1)
11. (La fiesta de gala, sobre ruedas) (Parte 2)
12. (¿Quién soy yo?, sobre ruedas)
13. (Secretos y mentiras, sobre ruedas)
14. (Llegadas y reencuentros, sobre ruedas)
15. (La verdadera Juliana, sobre ruedas)
16. (Algo raro, sobre ruedas)
17. (Un falso romance, sobre ruedas)
18. (Una invitada especial, sobre ruedas)
19. (Un vídeo, sobre ruedas)
20. (La competencia, sobre ruedas)
21. (Secretos de la família Benson, sobre ruedas)
22. (El fin de Lutteo, sobre ruedas)
23. (Un culpable, sobre ruedas)
24. (Una investigación, sobre ruedas)
25. (Una propuesta especial, sobre ruedas)
26. (Matteo celoso, sobre ruedas)
27. (¿Algo más que amigos?, sobre ruedas)
28. (Mensaje oculto, sobre ruedas)
29. (Cerca de la verdad, sobre ruedas)
30. (¿Mi verdadera identidad?, sobre ruedas)
31. (¿Dónde está Sol Benson?, sobre ruedas)
32. (Esperando una respuesta, sobre ruedas)
33. (Ámbar es descubierta, sobre ruedas)
34. (Un momento de confesiones, sobre ruedas)
35. (Mucho más que un sueño, sobre ruedas)
36. (Espionaje, trampas y más problemas, sobre ruedas)
37. (Un secreto no tan secreto, sobre ruedas)
38. (Un viaje a Cancún, sobre ruedas)
39. (La final de la Rodafest en México, sobre ruedas)
40. (Yo soy Sol Benson, sobre ruedas)

### Troisième saison (1repartie:Otra ronda) (2018)
1. (El regreso, sobre ruedas)
2. (Una fiesta en la mansión, sobre ruedas)
3. (Los Red Sharks, sobre ruedas)
4. (Una propuesta de Gary, sobre ruedas)
5. (Un patinador misterioso, sobre ruedas)
6. (Una traición, sobre ruedas)
7. (¿Matteo se va del Roller?, sobre Ruedas)
8. (El regreso de Sharon, sobre ruedas)
9. (Una habitación misteriosa, sobre ruedas)
10. (Una Confusión de Sentimientos, sobre ruedas)
11. (El Fin de Gastina, sobre ruedas)
12. (Un espía, sobre ruedas)
13. (Un entrenamiento secreto, sobre ruedas)
14. (Encerrados, sobre ruedas)
15. (Un videoclip borrado, sobre ruedas)
16. (Un vídeo revelador, sobre ruedas)
17. (Gary descubre la verdad, sobre ruedas)
18. (El despido de Juliana, sobre ruedas)
19. (Un abrazo, sobre ruedas)
20. (Un duelo, sobre ruedas)
21. (Una relación falsa, sobre ruedas)
22. (Invitadas especiales, sobre ruedas)
23. (Los preparativos del Open Music, sobre ruedas)
24. (Un cuadro, sobre ruedas)
25. (Un Open Music en la mansión, sobre ruedas (Parte 1))
26. (Un Open Music en la mansión, sobre ruedas (Parte 2))
27. (Un cuadro desaparecido, sobre ruedas)
28. (Una subasta en la mansión, sobre ruedas)
29. (Red Sharks Festival, sobre ruedas (Parte 1))
30. (Red Sharks Festival, sobre ruedas (Parte 2))

### Troisième saison (2epartie:Todo puede cambiar)
1. (El accidente de Matteo, sobre ruedas)
2. (Un arresto, sobre ruedas)
3. (Amnesia, sobre ruedas)
4. (¿Adiós Red Sharks? Sobre Ruedas)
5. (Una propuesta complicada, sobre ruedas)
6. (Una nueva casa para la Roller Band, sobre ruedas)
7. (Bienvenido Michel, sobre ruedas)
8. (Un sospechoso, sobre ruedas)
9. (Una nueva encargada del Roller, sobre ruedas)
10. (Un Flash-Open, sobre ruedas)
11. (¿Un nuevo amor?, sobre ruedas)
12. (Un numero falso de teléfono, sobre ruedas)
13. (Una identidad falsa, sobre ruedas)
14. (La nueva identidad de Sharon, sobre ruedas)
15. (¿Matteo o Michel?, sobre ruedas)
16. (Amores confundidos, sobre ruedas)
17. (Un beso inesperado, sobre ruedas)
18. (La competencia se acerca, sobre ruedas)
19. (Una elección, sobre ruedas)
20. (Una fiesta mexicana, sobre ruedas)
21. (Una duda, sobre ruedas)
22. (Un anillo perdido, sobre ruedas)
23. (Ámbar regresa al equípo, sobre ruedas)
24. (Un cómplice, sobre ruedas)
25. (Los secretos empiezan a revelarse, sobre ruedas)
26. (Un nuevo paso, sobre ruedas)
27. (Una noticia, sobre ruedas)
28. (Una Idea, Sobre Ruedas)
29. (Un incendio, sobre ruedas)
30. (Patinamos por una última vez)

### Épisodes spéciaux
1. 2018 : Soy Luna: The Journey
2. 2021 : Soy Luna: El Último Concierto[5]